# Middelduits

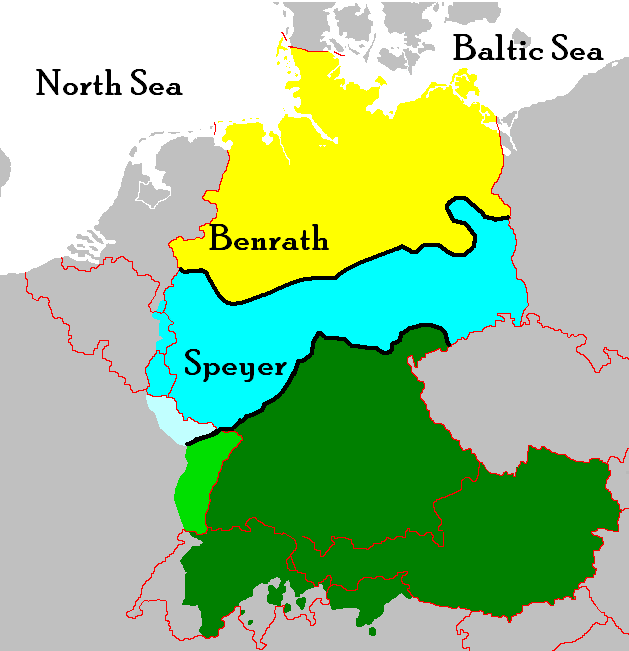
Het Hoogduits is te verdelen in het Opperduits ('Oberdeutsch') (groen) en het Middelduits (lichtblauw), en het onderscheidt zich van het Nederduits (geel). De zwarte lijnen geven de belangrijkste isoglossen weer, de Benrather linie en de Spierse linie

Het Middelduits is een verzameling variëteiten van de Duitse taal, naast het Opperduits en het Nederduits. Hun verspreidingsgebied is gelegen ten zuiden van de Benrather linie en ten noorden van de Spierse linie. Het taalgebied beslaat ongeveer de middelste Duitse deelstaten van de westelijke grens tot aan de oostelijke grens.
Het Middelduits heeft gedeeltelijk de Hoogduitse klankverschuiving ondergaan en wordt daarom tot het Hoogduits gerekend. Een klein gedeelte van het Nederlandse taalgebied wordt er ook toe gerekend, namelijk het Zuidoost-Limburgs bij Kerkrade (Kerkraads) en Vaals (Vaalser dialect). Dit gebied loopt door in het noordoosten van de Belgische provincie Luik.
Het Middelduits heeft niet meegedaan aan de verschuivingen p > pf en d > t. Hier wordt dus Perd en Appel gezegd in plaats van Pferd, Apfel; evenals Dag en Disch in plaats van Tag, Tisch. In vele West-Middelduitse dialecten zijn ook de woorden dat en wat niet tot das, was verschoven. De overige verschuivingen zijn echter wel voltrokken.
Het verschil tussen de drie dialectzonen kan worden verklaard middels een voorbeeldzin zoals "Ik eet het rode appeltje".
- Nederduits: Ick ete dat rode Äppelken.
- Middelduits: Ich esse dat rode Äppelchen.
- Opperduits: Ich esse das rote Äpfelchen.

Nota bene: Binnen de dialectzonen zijn er vele afzonderlijke dialecten. Deze mogen uiteindelijk heel verschillende vertalingen voor de voorbeeldzin voortbrengen.

## Indeling
De groep Middelduitse dialecten kan in twee deelgroepen worden verdeeld. Deze tweedeling stemt (toevallig) ongeveer overeen met de grenzen van de Duitse deling na de Tweede Wereldoorlog. Naar enige bronnen horen het Ripuarisch (onder meer Keuls)
het Moezelfrankisch en het Luxemburgs (vaak bij het Moezelfrankisch gerekend) bij het Middelduits. 
- West-Middelduits , iets meer dan de helft tot 2/3 van het gebied bestrijkend. Hiertoe behoren:
  - 12. Ripuarisch
  - 14. Moezelfrankisch
  - 15. Rijnfrankisch
  - 16. Middelhessisch
  - 17. Noordhessisch
  - 18. Oosthessisch

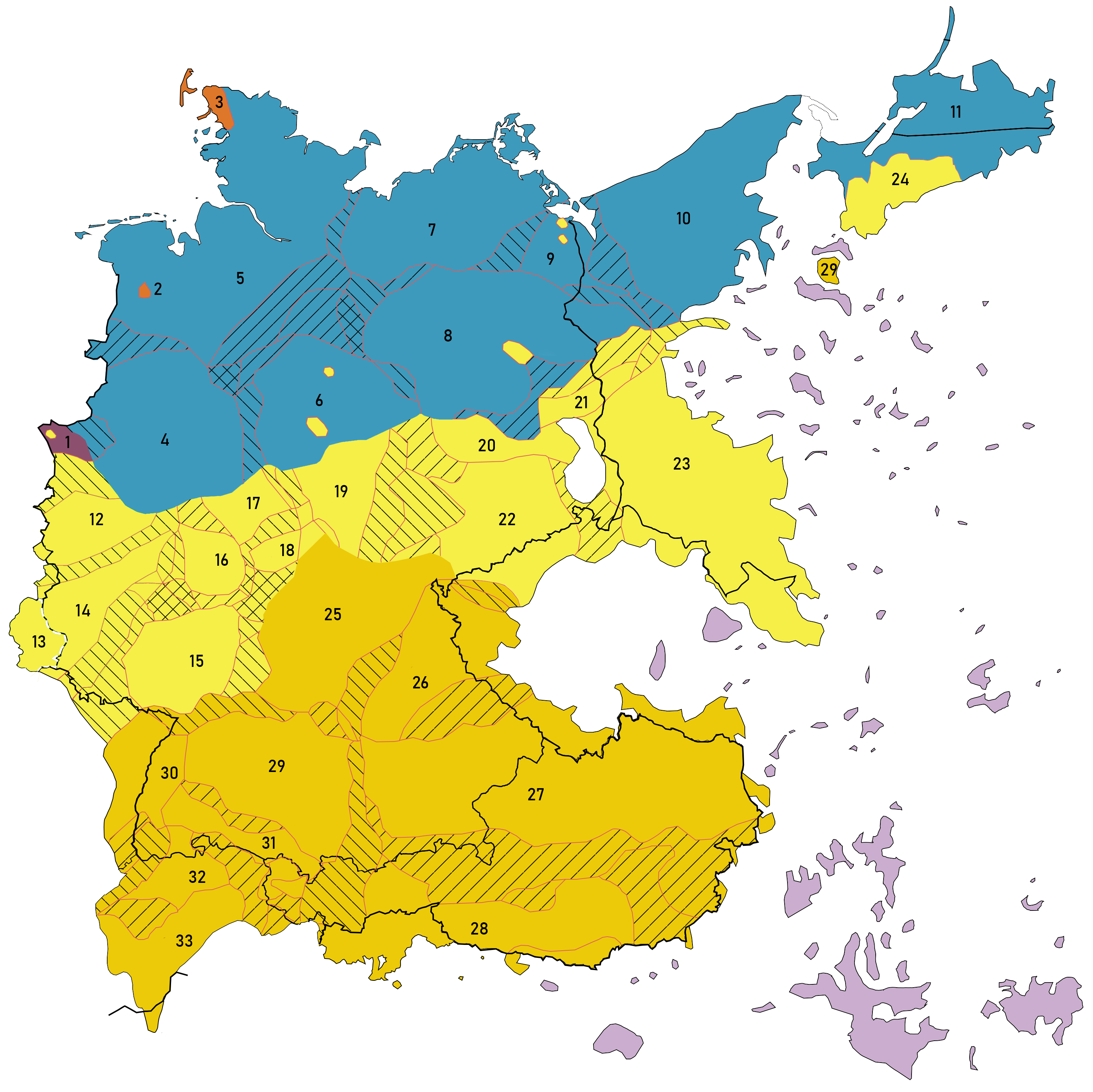
Duits taalgebied in 1900

- Oost-Middelduits, ongeveer 1/3 tot iets minder dan de helft van het gebied bestrijkend. Hiertoe behoren:
  - 19. Thürings
  - 20. Nordobersächsisch
  - 21. Zuidmarkisch
  - 22. Hoogsaksisch
  - 23. Silezisch
  - 24. Hoogpruisisch

Soms worden nog het Zuid-Rijnfrankisch (onder meer rond Karlsruhe) en het Oostfrankisch (onder meer rond Plauen en Bamberg) ook nog tot het Middelduits gerekend, maar zij vormen overgangsdialecten naar het Opperduits.